# Paolo Frisi

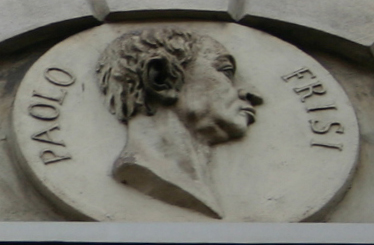
Médaillon du XIX représentant Paolo Frisi, sur la façade du palais Beccaria, à Milan

Paolo Frisi (né le 13 avril 1728 à Melegnano – mort le 22 novembre 1784 à Milan) est un prêtre, astronome et mathématicien italien du XVIIIe siècle.

## Biographie
Il est instruit à partir de ses 18 ans par les Barnabites, d'abord dans leur monastère à Milan, puis à Padoue. À 21 ans, il rédige une thèse sur la figure de la Terre qui lui procure une grande réputation et conduit le roi de Sardaigne à lui confier la chaire de philosophie au collège de Casale Monferrato. Son amitié avec Radicati, un homme d'opinions libérales, mène ses supérieurs barnabites à lui faire abandonner la chaire de Casale et à l'obliger à exercer les fonctions de prédicateur à Novara.
En 1753, il est élu membre correspondant de l'Académie des sciences de Paris et peu après devient professeur de philosophie au collège barnabite Sant'Alessandro à Milan. Une attaque acrimonieuse pour son travail de cette époque sur la figure de la Terre par un jeune prêtre jésuite cause le début de son hostilité aux jésuites, qui le conduira à rejoindre les groupes hostiles aux jésuites, qui incluent entre autres Jean le Rond d'Alembert, Nicolas de Condorcet et d'autres encyclopédistes.
En 1756, Léopold, Grand-Duc de Toscane, le nomme professeur de mathématiques à l'université de Pise, poste qu'il occupera durant huit ans. En 1757, il devient membre associé de l'Académie impériale de Saint-Pétersbourg et membre étranger de la Royal Society de Londres, en 1758, membre de l'Académie de Berlin, en 1766, de celle de Stockholm et en 1770, de celles de Copenhague et de Berne. Il reçoit à plusieurs reprises des honneurs et marques de distinction de divers souverains européens ; l'archiduchesse Marie-Thérèse d'Autriche lui octroie une pension annuelle de 100 sequins.
En 1764, il est nommé professeur de mathématiques à l'École palatine de Milan et obtient du pape Pie VI la dissolution de sa profession religieuse et le droit de devenir un prêtre séculier. En 1766, il se rend en France et en Angleterre et en 1768, à Vienne. Dans les années 1770, il devient directeur d'une école d'architecture de Milan. Membre de l'Accademia dei Pugni, il est l'un des leaders de la revue il Caffè, la publication à Milan qui fait la promotion des idées libérales inspirées par les Lumières et qui exerce une influence considérable sur la vie culturelle, sociale et politique en Italie.
Le Liceo Scientifico Paolo Frisi de la ville de Monza est nommé en son honneur.
Son frère Antonio Francesco Frisi (it) (1733-1817) a été historien et chanoine de la cathédrale de Monza.

## Œuvres

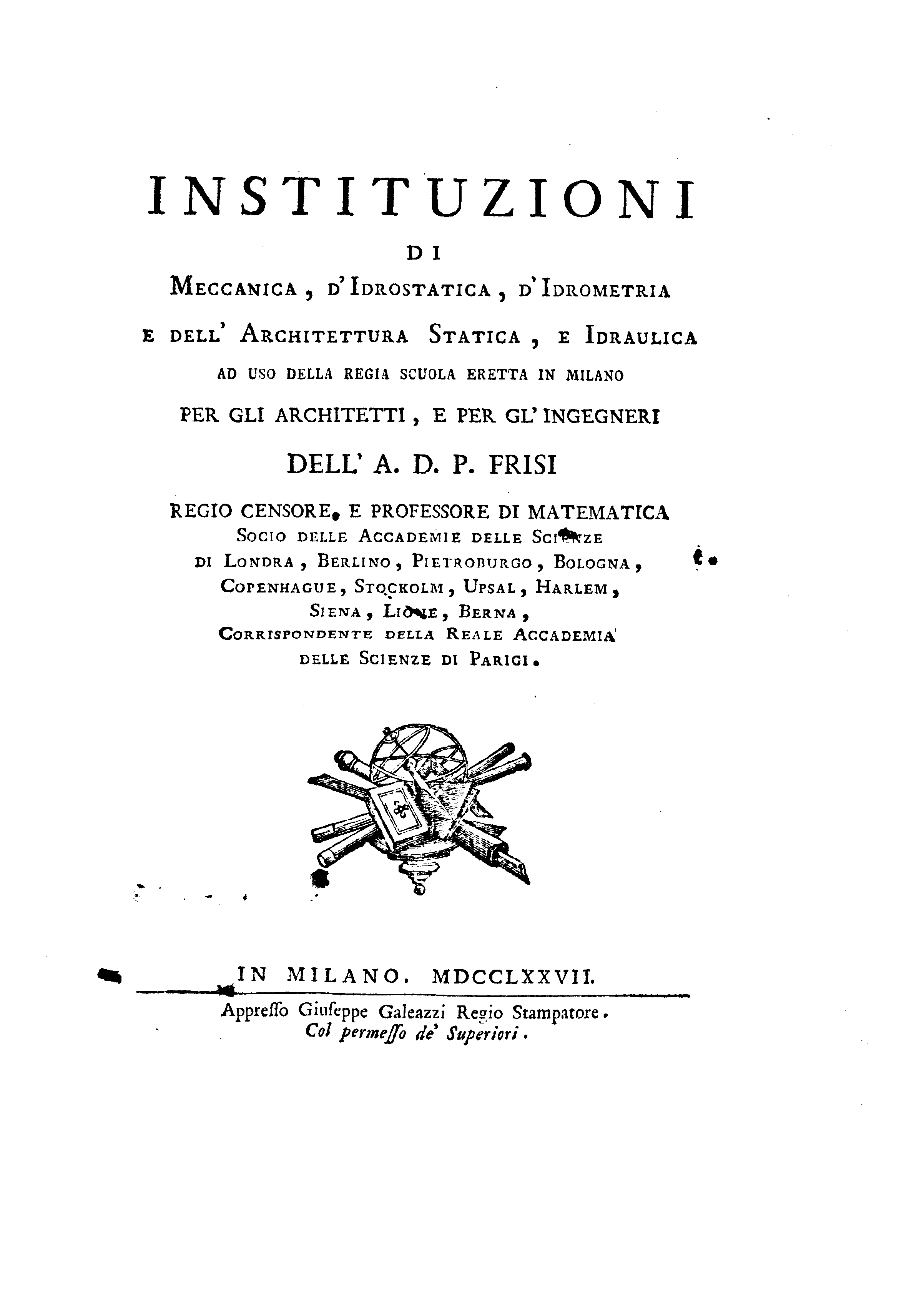
Instituzioni

Frisi a écrit plusieurs livres sur Galilée, Cavalieri, Newton et d'Alembert en contribuant de manière significative à la propagation de leurs idées en Italie.
Il a apporté de nombreuses contributions aux mathématiques, à la physique et à l'astronomie. En physique, il a travaillé sur la lumière et de l'électricité, questions en avance sur son temps, mais il expliquait ces phénomènes par les vibrations de l'éther. C'est grâce à lui qu'en Italie on a commencé à introduire les paratonnerres pour protéger les bâtiments.
Ses travaux en astronomie ont le mérite de s'appuyer sur la théorie de la gravitation de Newton. Son mémoire De motion terrae diurne a été primé par l'Académie de Berlin. Il aborde également le problème difficile du mouvement de la Lune.
En 1781, il traite du problème isopérimétrique, problème dans lequel s'étaient engagés Jacques et Jean Bernoulli et Euler.
Pour sa connaissance de la cinématique et de l'hydraulique, il est fréquemment consulté sur les questions de gestion de canaux et autres voies d'eau dans diverses parties de l'Europe. C'est à lui qu'on doit le tracé du canal de Milan à Pavie, ouvert à la navigation en 1819.